# Paese Solidale
Il Paese Solidale (in spagnolo: Partido País Solidario) è un partito politico paraguaiano fondato nel 2000 a seguito di una scissione dal Partito Incontro Nazionale, al cui interno si era costituita, nel 1996, la corrente Movimiento Participación Amplia, Integración Solidaridad (PAIS).
Fa parte della lista elettorale Fronte Guasú.